# Gastrotheca carinaceps
Gastrotheca carinaceps é uma espécie de anfíbio anuro da família Hemiphractidae. Está presente no Peru. A UICN classificou-a como deficiente de dados.